# JudgeHype
 (septembre 2020).
JudgeHype est un site web francophone consacré aux jeux vidéo de la société Blizzard Entertainment.

## Présentation
JudgeHype est un réseau d’informations consacré aux jeux vidéo de la société Blizzard Entertainment, créé le 8 janvier 1998[source insuffisante] et tenu par deux frères passionnés d’origine belge, de leurs pseudonymes, JudgeHype (Julien Petroons) et Sharas. Originellement orienté sur la série Diablo, le site Web s’est ensuite étendu à la plupart des autres titres de Blizzard Entertainment.
Le site Web est divisé en plus de vingt sites dédiés : un portail, dix-sept autres sites, consacrés chacun à un jeu, qui sont : Diablo, Diablo II, Diablo III, Diablo IV, Diablo Immortal, Warcraft: Orcs and Humans, Warcraft II: Tides of Darkness, Warcraft III, World of Warcraft, World of Warcraft Classic, StarCraft, StarCraft II, StarCraft: Ghost, Hearthstone, Heroes of the Storm, Destiny 2, Overwatch, un site baptisé Legends, reprenant les trois titres Blizzard Classic ainsi que des titres oubliés de nombreux projets abandonnés et un dernier site consacré au film Warcraft : Le Commencement.
En 2002, Jeux vidéo Magazine qualifie le site de référence francophone sur le jeu Warcraft III[source insuffisante].
JudgeHype met à disposition plusieurs moyens d’interactions avec ses visiteurs, notamment un forum, la possibilité de laisser des commentaires pour les news ainsi que certains articles et une base de données pour World of Warcraft complétée par les joueurs[source insuffisante].
De plus, les sites consacrés aux jeux comportent des sections fanfictions, fan arts, screenshots, etc.
À l’instar des bases de données de World of Warcraft, le site propose depuis avril 2010 une base de données consacrée à StarCraft II[source insuffisante]. Celle-ci permet une adaptation de l’ensemble des données relatives aux unités et bâtiments présents dans le jeu, à la suite de chaque patch modifiant l’équilibrage, sur base d’une extraction des données présentes dans les fichiers du jeu.

## Popularité
Le dessinateur Grégory Maklès fait référence sous forme de clin d’œil à JudgeHype et Sharas dans plusieurs planches de son 4e album des Aventures de Stevostin.